# Humphrey Lloyd Hime

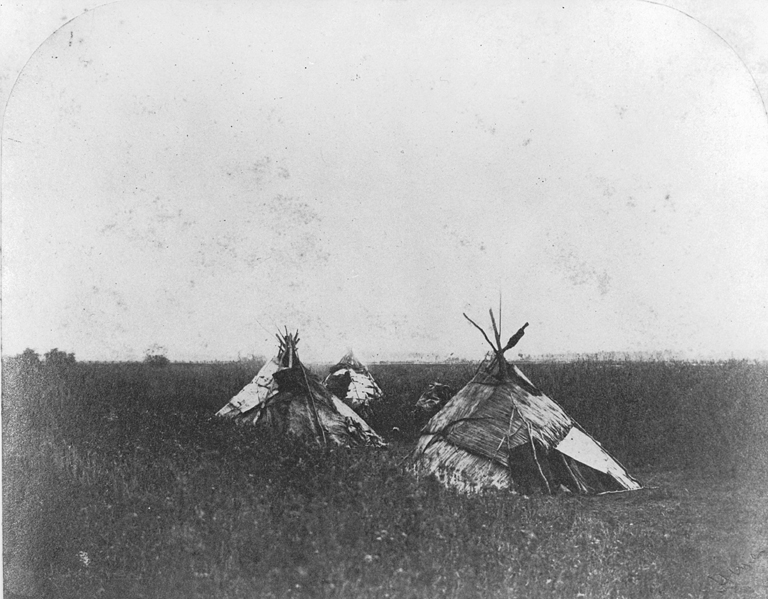
Týpí na prérii nedaleko Kolonie u řeky Red, září – říjen, 1858

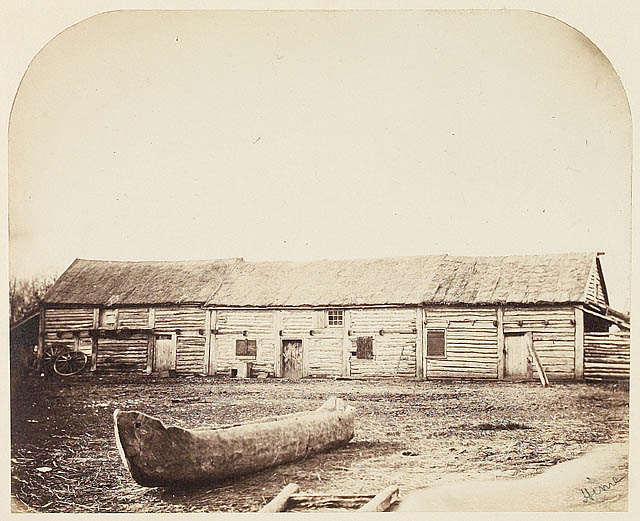
Obchod Mr. McDermot's Store byl jednou z prvních budov postavených ve Fort Garry, září–říjen 1858

Humphrey Lloyd Hime (17. září 1833 – 31. října 1903) byl irsko-kanadský fotograf, zeměměřič, obchodník a politik. Doprovázel Henryho Youla Hinda na jeho expedici Assiniboine and Saskatchewan Exploring Expedition roku 1858, která měla zhodnotit životaschopnost osídlení západní Kanady. Po expedici se Hime vrátil do Toronta a pokračoval v práci ve firmě Armstrong, Beere a Hime, Civil Engineers Draughtsmen, and Photographists (Armstrong, Beere a Hime, stavební inženýři, kreslíři a fotografové) a nakonec zastával na několika pozicích jako městský úředník. V roce 1857 firma vytvořila 25 fotografií, které společně tvoří panorama Armstrong, Beere and Hime, nejstarší známé fotografie Toronta.
V roce 1860 Hime založil svou vlastní makléřskou firmu, přestože neměl žádné zkušenosti s akciemi nebo makléřstvím, což byl rys sdílený s téměř polovinou tehdejších makléřů v Torontu. Hime vstoupil na torontskou burzu v následujícím roce a zůstal členem až do jejího kolapsu v roce 1869. Připojil se k jejímu obnovení v roce 1871 a udržel své členství až do roku 1898. Jako člen TSE zastával různé výkonné funkce včetně člena výboru, tajemníka, pokladníka, viceprezidenta a prezidenta.

## Raný život a emigrace
Hime se narodil v Moy, hrabství Tyrone, Irsko, dne 17. září 1833. V patnácti letech odcestoval do Anglie, aby získal vzdělání v oblasti obchodu a výroby. V roce 1854 se přestěhoval do Kanady a brzy získal práci s geodetickými posádkami na poloostrově Bruce, pracující pod W. H. Napierem. V roce 1856 se Hime připojil k firmě Armstrong and Beere. V prosinci se stal juniorským partnerem a firma proto změnila svůj název na Armstrong, Beere and Hime. Zatímco přesné datum není známo, firma vyrobila čtyři sady fotografií Toronta, a to buď v roce 1856 nebo 1857. Jednalo se o první ucelenou sérii fotografií města. Soubory byly zahrnuty do neúspěšné žádosti Toronta do koloniálního úřadu, aby se stalo hlavním městem Kanady.

## Expedice Hind (1858)
V polovině devatenáctého století vzkvétalo kanadské expanzivní hnutí. V naději, že expandují na západ do území vlastněného Hudson's Bay Company, potřebovali zastánci expanze přesvědčit zákonodárce a Kanaďany, že přesun na západ je proveditelný a prospěšný. Do této chvíle byl severozápad vnímán pouze jako vnitrozemí k obchodování s kožešinami, kde se nebylo možné usadit kvůli nehostinné krajině Kanadského štítu. Za tímto účelem bylo kanadskou a britskou vládou financováno několik expedic s cílem posoudit životaschopnost agrárních osad v Rupertově zemi. V roce 1857 byly expedice vedené kapitánem Johnem Palliserem a další vedené Georgem Gladmanem (a později Henry Youle Hindem ) vyslány na západ, aby provedly průzkumy země. Obě strany se neodvážily více než 200 mil severně od amerických hranic a zkoumali tak často přehlížené prérijní oblasti. Jejich analýzy této oblasti přiměly expanzionisty k argumentu, že západní osídlení je životaschopnější, než se dříve myslelo.
Po svém návratu z expedice Gladman byl Henry Youle Hind, profesor geologie na University of Toronto, získal finance, aby podnikl druhou expedici do západního vnitrozemí. Hind oslovil Himeho na jaře 1858 a požádal ho, aby se připojil k expedici jako fotograf. Spekuluje se, že Hind zpočátku slyšel o Himem buď prostřednictvím Himeova obchodního partnera Williama Armstronga, který byl také členem kanadského institutu, nebo prostřednictvím W. H. Napiera, který podnikl expedici v roce 1857 s Hindem. Pár uzavřel jednání v dubnu a Hime se dohodl na sazbě 20 liber měsíčně. Po odjezdu z Toronta 29. dubna se expedice přesunula do Detroitu, přes Velká jezera, do Grand Portage, kde se na kánoi přeplavila do osady Red River a dorazila 1. června. Po jejich příjezdu Hime pořídil první fotografii západní Kanady. Přivezl s sebou přes 200 skleněných desek potřebných pro vyvolání fotografie, ale není přesně známo, kolik fotografií bylo pořízeno, ale pouze osm jich přežilo do roku 1975. Hime narazil na odpor domorodých obyvatel, jejichž fotografie se pokusil pořídit, protože se obávali že fotografie budou později použity k jejich zabití nebo odstranění z jejich zemí.
Himeův výkon na expedici je předmětem pochybností. Zatímco Hind byl zpočátku spokojený s Himeovým chováním, později napsal, že Hime „… zanedbával své povinnosti a ukázal se jako velmi nežádoucí společník na expedici tohoto druhu, zpomaloval její postup a práci“. Hind své stížnosti nerozváděl, ale mohl být nespokojen s fotografiemi, které Hime pořizoval, a s kvalitou těchto fotografií. S fotografováním v plenkách byly podmínky prostředí, včetně vlhkosti a teploty, rozhodující pro jasné fotografie. V západním vnitrozemí však tyto podmínky nebylo možné ovládat a Hime se při vyvolávání svých fotografií spoléhal na tekoucí vodu.
Himeovy fotografie změnily vnímání Západu. Namísto toho, aby byly považovány za tundru nebo arktickou pustinu, fotografie plání posílily víru, že lze založit vhodné zemědělské osady. Hind popsal „úrodný pás“ prérií a zalesněnou oblast na severu. Politici jako Thomas D'Arcy McGee argumentovali o deset let později, že „budoucnost Dominionu závisí na naší rané okupaci bohaté prérijní země“. V roce 1870 byla kolonie Red River začleněna do nové provincie Manitoba a v roce 1873 se srdce kolonie Red River, poté Fort Garry, stalo Winnipegem.
Po návratu do Toronta se Hime vrátil ke spolupráci s firmou Armstrong, Beerem and Hime a byl zodpovědný za vytvoření fotografií, které měly být předloženy se závěrečnou zprávou. Požádal o pomoc svého partnera Daniela Beereho, který si za služby účtoval 80 dolarů. Hind neschvaloval dodatečné náklady a zaplatil pouze polovinu poplatku, což vedlo k následným právním krokům. Navzdory neshodám mezi nimi Hind chápal důležitost fotografií a nechal je umístit do své knihy Narrative of the Canadian Red River Exploring Expedition of 1857 and the Assiniboine and Saskatchewan Exploring Expedition of 1858. (Vyprávění o kanadské průzkumné expedici Red River z roku 1857 a průzkumné expedici Assiniboine a Saskatchewan z roku 1858).

## Expedice, život v Torontu a smrt
Hime pokračoval ve spolupráci s firmou Armstrong, Beer a Hime až do uzavření firmy v roce 1861. V roce 1860 Hime založil svou vlastní makléřskou firmu, přestože neměl žádné předchozí zkušenosti v oboru, což sdílel s téměř polovinou městských makléřů. Stal se členem torontské burzy v roce 1861, zastával různé funkce včetně tajemníka, pokladníka, viceprezidenta a prezidenta. Bez stálého sídla TSE migroval mezi různými kancelářemi, včetně Himeovy makléřské kanceláře. Hime byl prezidentem v době kolapsu burzy v roce 1869, kdy počet členů klesl z dvaceti čtyř na šest. Hime vstoupil na znovuzrozenou burzu v roce 1871, v letech 1888–1889 působil jako její prezident a zůstal členem až do roku 1898, kdy předal své místo svému synovi A. G. Himemu.
Zatímco v Torontu zastával Hime různé funkce v městském zastupitelstvu, včetně několika volených funkcí. V roce 1873 vstoupil do politiky jako radní a stal se členem různých výborů: finančního a hodnotícího stálého výboru, zdravotního a vězeňského výboru a v roce 1874 se stal také smírčím soudcem. Přestože odešel z politiky jen rok po vstupu, město se v pozdějších letech spoléhalo na jeho služby v různých finančních záležitostech.
Po návratu do soukromého sektoru, Hime pracoval pro Toronto Brewing and Malting Company a nakonec se stal prezidentem Copland Brewing and Malting Company v roce 1882. V této funkci byl autorem Charlesem Mulvanym popsán jako muž „neúnavné horlivosti a energie, velké popularity a bohatých praktických zkušeností“.
Hime a jeho manželka Christina měli mezi lety 1861 a 1879 osm dětí. Zemřel 31. října 1903 ve svém domě v Torontu ve věku 70 let. V nekrologu jej The Globe nazval „...jedním z nejznámějších a nejváženějších agentů v Torontu“.

## Galerie

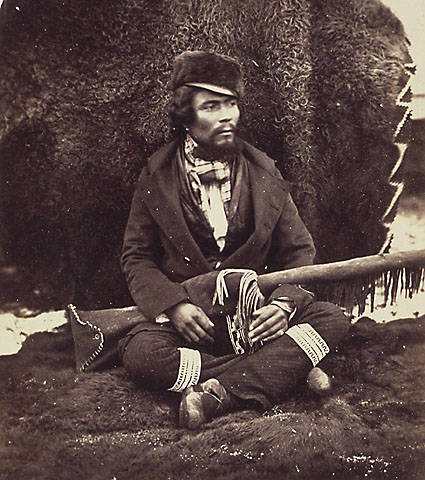
Wigwam the Half-Breed, září-říjen 1858
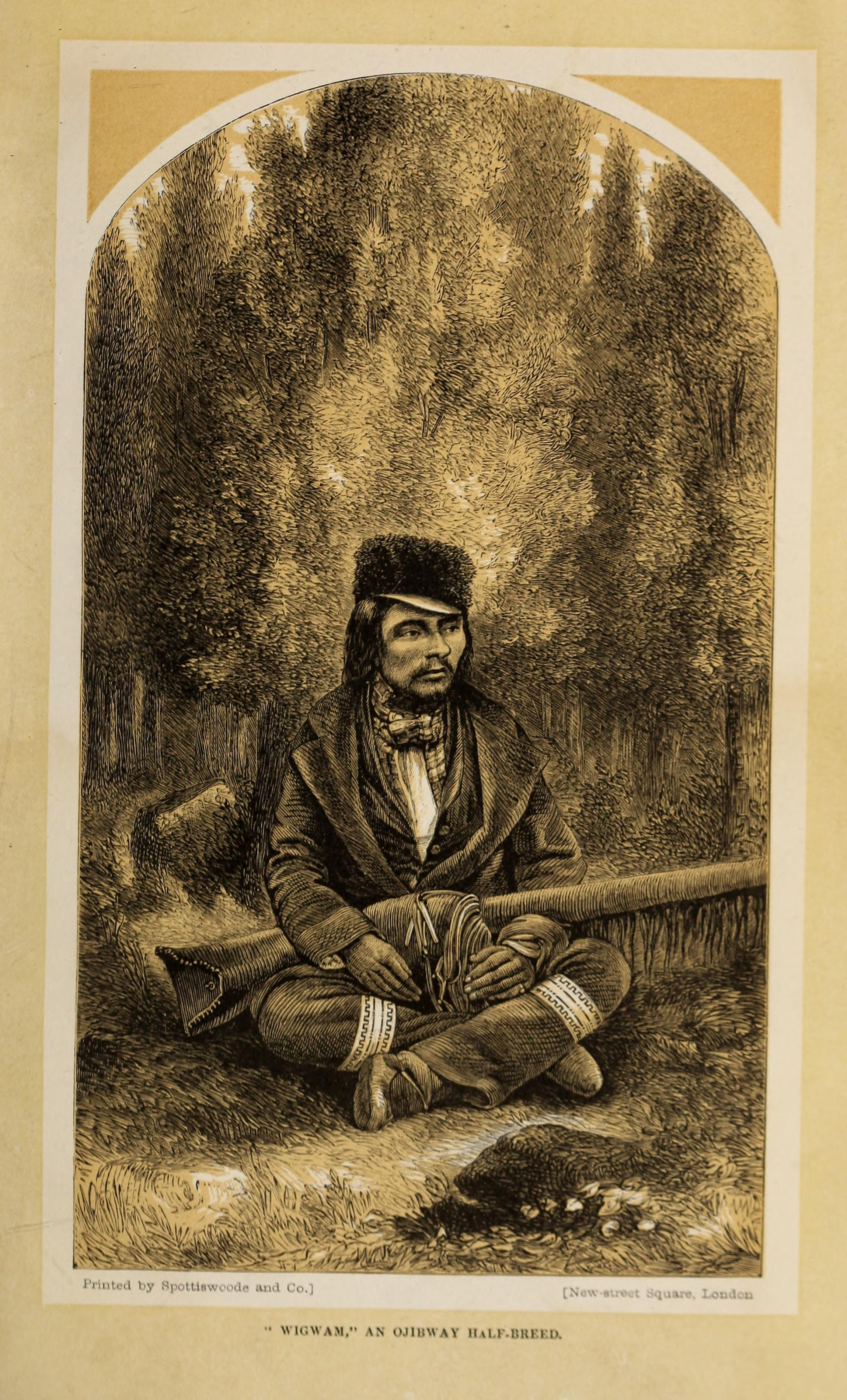
Wigwam, Ojibway Half-Breed, 1860
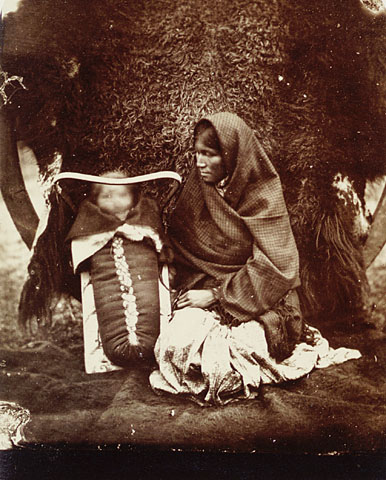
Ojibwa woman and child, Red River Settlement, Manitoba, 1895
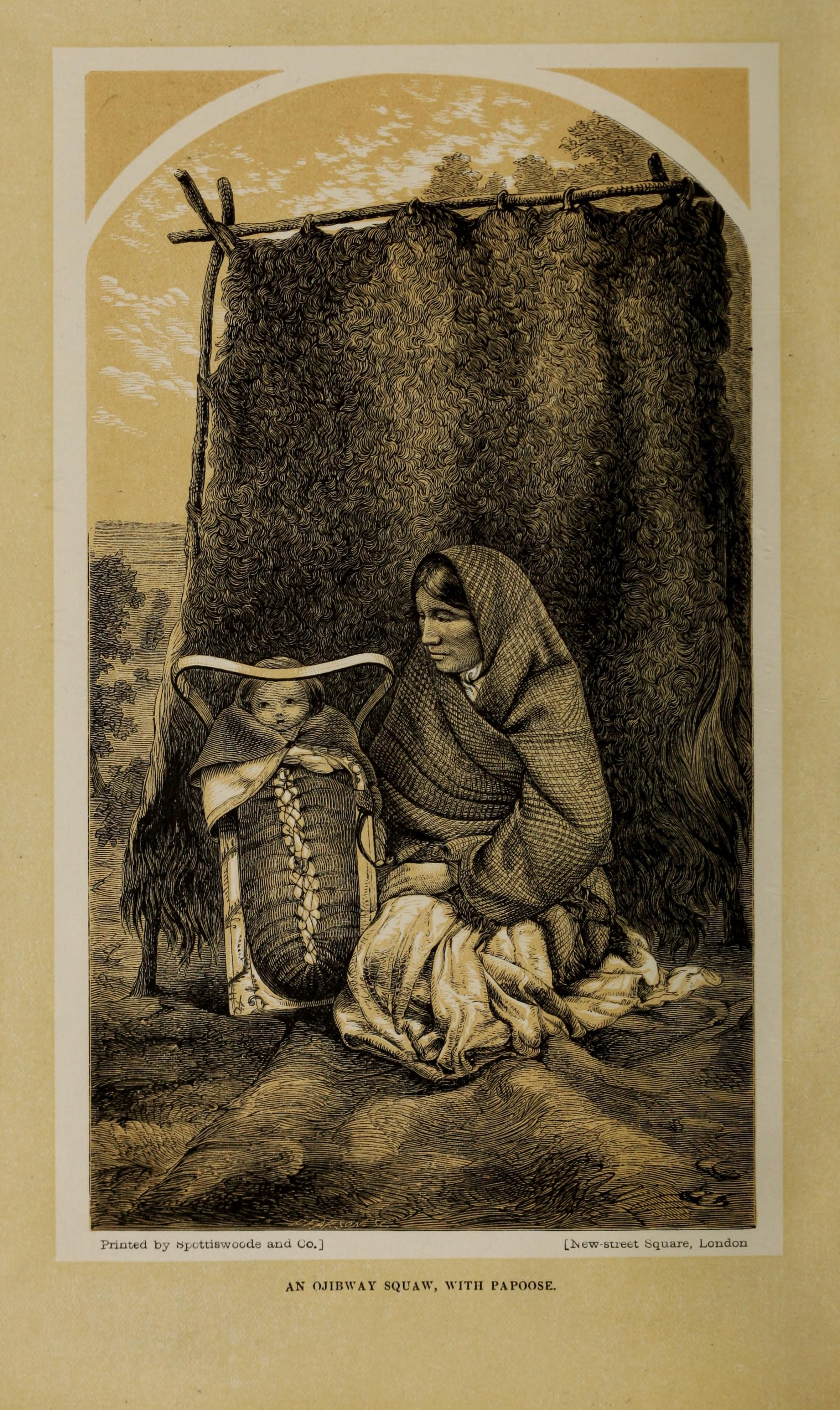
Ojibway Squaw, with Papoose, 1860
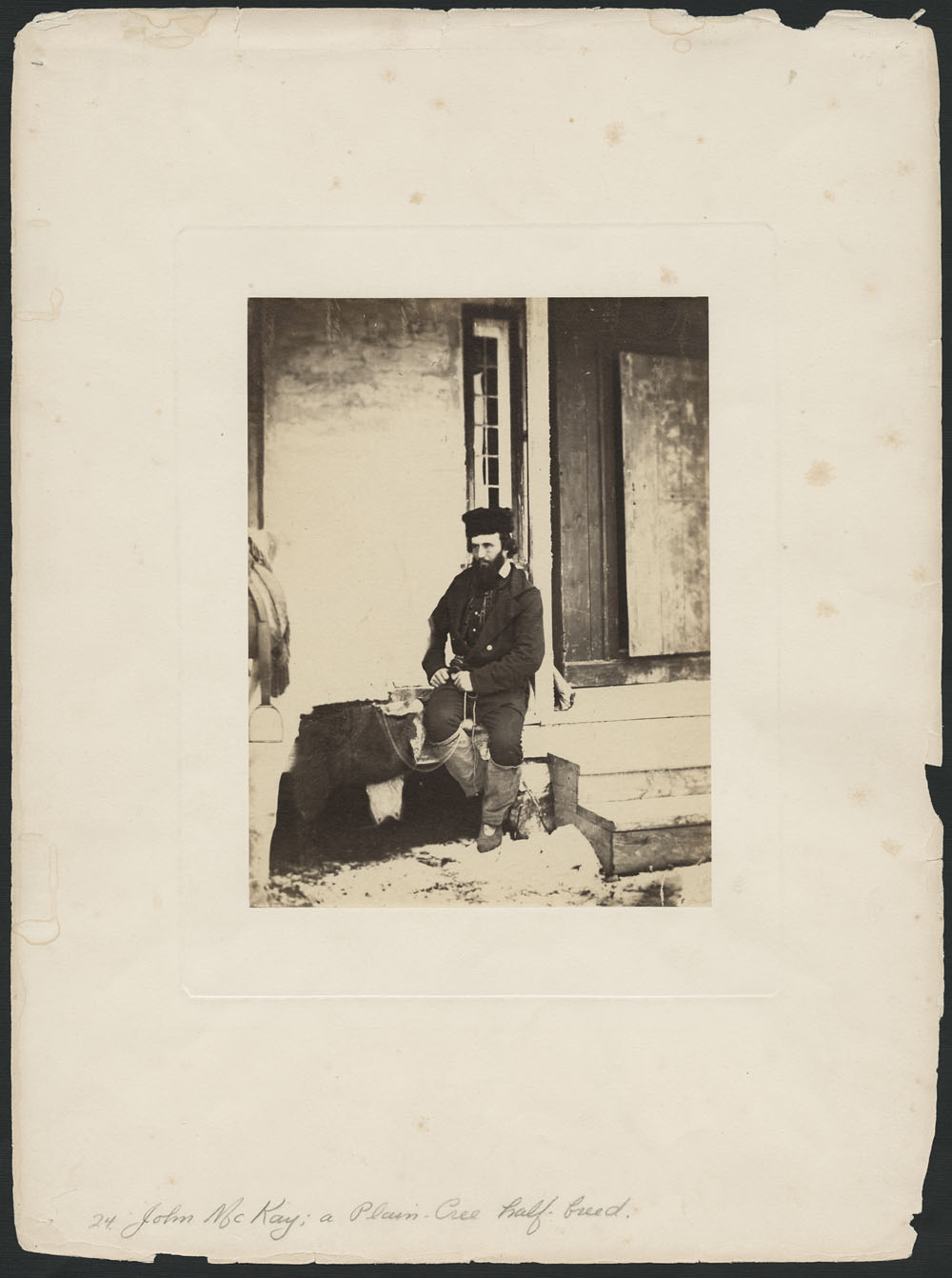
John Richards (Little Bearskin) McKay, Red River Settlement (dnes Manitoba)